# Matrice hamiltoniana
In matematica, una matrice hamiltoniana {\displaystyle A} è una qualsiasi matrice reale {\displaystyle A}  di dimensioni {\displaystyle 2n\times 2n} tale che {\displaystyle JA} è simmetrica, ove {\displaystyle J} è la matrice antisimmetrica
{\displaystyle J={\begin{bmatrix}0&I_{n}\\-I_{n}&0\\\end{bmatrix}},}
e {\displaystyle I_{n}} è la matrice identità di dimensioni {\displaystyle n\times n.} In altre parole, {\displaystyle A} è hamiltoniana se e solo se
{\displaystyle JA-A^{T}J^{T}=JA+A^{T}J=0.}
Nello spazio vettoriale di tutte le matrici {\displaystyle 2n\times 2n}, le matrici di Hamilton Hamiltonian formano un sottospazio vettoriale di dimensione {\displaystyle 2n^{2}+n}.

## Proprietà
- Sia {\displaystyle M} una matrice a blocchi di dimensioni {\displaystyle 2n\times 2n} data da

{\displaystyle M={\begin{pmatrix}A&B\\C&D\end{pmatrix}}}
in cui {\displaystyle A}, {\displaystyle B}, {\displaystyle C}, e {\displaystyle D} sono matrici {\displaystyle n\times n}. Quindi {\displaystyle M} è una matrice Hamiltoniana se le matrici {\displaystyle B} e {\displaystyle C} sono simmetriche, e {\displaystyle A+D^{T}=0}.
- La matrice trasposta di una matrice hamiltoniana è hamiltoniana.
- La traccia di una matrice hamiltoniana è nulla.
- Il commutatore di due matrici hamiltoniane è hamiltoniano.
- Gli autovalori di una matrice hamiltoniana sono simmetrici rispetto all'asse immaginario.
- Lo spazio di tutte le matrici hamiltoniane è un'algebra di Lie {\displaystyle {\mathfrak {Sp}}(2n)}[1].

## Operatore hamiltoniano
Sia {\displaystyle V} uno spazio vettoriale fornito di una forma simplettica {\displaystyle \omega }. Una mappa lineare {\displaystyle A\colon V\mapsto V} è detta operatore hamiltoniano rispetto ad {\displaystyle \omega } se la forma {\displaystyle (x,y)\mapsto \omega (A(x),y)} è simmetrica. Equivalentemente, deve soddisfare
{\displaystyle \omega (A(x),y)=-\omega (x,A(y)).}
Si scelga una base {\displaystyle e_{1},\ldots ,e_{2n}} in {\displaystyle V}, tale che {\displaystyle \Omega } sia definibile come {\displaystyle \sum _{i=1}^{n}e_{i}\wedge e_{n+i}}. Un operatore lineare è hamiltoniano rispetto a {\displaystyle \omega } se e solo se la sua matrice in questa base è hamiltoniana.
Da questa definizione, seguono le proprietà:
- una radice di una matrice hamiltoniana è anti-hamiltoniana;
- l'esponenziale di una matrice hamiltoniana è simplettica;
- il logaritmo di una matrice simplettica è hamiltoniano.

## Intelligenza artificiale
Date le posizioni degli elettroni in una molecola, l'intelligenza artificiale è in grado di predire con precisione la matrice hamiltoniana descrivente gli stati degli atomi e l'energia ad essi associata.